# Jurij Aleksandrovič Muzikant
Jurij Aleksandrovič Muzikant (San Pietroburgo, 7 aprile 1900 – Leningrado, 3 ottobre 1962) è stato un regista cinematografico sovietico.

## Filmografia (parziale)

### Regista
- Arinka (1939)[1]
- Razlom (1952)